# Орьевка (приток Луги)
Орьевка, Орьбевка — река в России, протекает по Кингисепскому району Ленинградской области. Устье реки находится в 38,5 км по левому берегу реки Луги между деревнями Пулково и Извоз, исток — севернее деревни Заречье. Длина реки составляет 11 км.

## Данные водного реестра
По данным государственного водного реестра России относится к Балтийскому бассейновому округу, водохозяйственный участок реки — Луга от в/п Толмачево до устья.
Код объекта в государственном водном реестре — 01030000612102000026657.

## Фото
- Мост через Орьевку на автодороге 41К-109
- Орьевка перед её впадением в Лугу